# Dorf (landsby)
 For alternative betydninger, se Dorf. (Se også artikler, som begynder med Dorf)
Dorf er en lille landsby i Dorf Sogn i Brønderslev Kommune Nordjylland. Ca. 1 km mod vest findes endvidere Dorf Kirkeby.
- Dorf i september 2019
- Dorf i september 2019
- Dorf i september 2019
- Dorf i september 2019